# Нилова, Елизавета Алексеевна
Елизаве́та Алексе́евна Ни́лова (род. 14 декабря 1985, Ленинград, РСФСР, СССР) — российская актриса театра и кино.

## Биография
Елизавета Нилова родилась 14 декабря 1985 года в Ленинграде в семье актёра Алексея Геннадьевича Нилова. Мать — Анна Замотаева, актриса, однокурсница Алексея по ЛГИТМиКу, актёрская карьера не сложилась, работает в музыкальной библиотеке. Дедушка — Геннадий Петрович Нилов, советский и российский актёр, известный широкому зрителю одной из главных ролей в кинокомедии «Три плюс два» (роль физика Степана Ивановича Сундукова).
В 2007 году Елизавета Нилова окончила факультет актёрского искусства и режиссуры Санкт-Петербургской государственной академии театрального искусства (СПбГАТИ) (мастерская Владимира Васильевича Норенко).
В 2007 году стала актрисой Академического драматического театра имени В. Ф. Комиссаржевской в Санкт-Петербурге, в котором служит по настоящее время.

## Творчество

### Театральные работы

#### Академический драматический театр имени В. Ф. Комиссаржевской(Санкт-Петербург)
Елизавета Нилова состоит в труппе театра с 2007 года, где сыграла следующие роли:
- 2007 — «Двенадцать месяцев» (Самуил Маршак) — падчерица
- 2007 — «Лето и дым» (Теннесси Уильямс) — Розмери
- 2008 — «Тише, афиняне!» (Георгий Корольчук) — Елена
- 2008 — «Безымянная звезда» (Михаил Себастиан) — жительница городка
- 2008 — «Живой товар» (Антон Чехов) — Изабелла
- 2008 — «Шесть блюд из одной курицы» (Ганна Слуцки) — Марина
- 2009 — «Шут Балакирев» (Григорий Горин) — Ушастик, шут
- 2009 — «Мыльные ангелы» (Эктор Кинтеро) — ангел
- 2010 — «Доходное место» (Александр Островский) — подружка Мыкина
- 2010 — «Tosca» — 1 солистка; Флория Тоска
- 2011 — «Эрос» (Павел Когоут) — Элишка, медсестра
- 2012 — «Карусель любви» (по пьесе «Голубая комната» Д. Хэйр) — девушка
- 2013 — «Шизгара» (по мотивам романа «Женский декамерон» Юлии Вознесенской) — Ирина
- 2014 — «Графоман» (Александр Володин) — Жанна, жена художника; «Ёлочка» на капустнике; Янина-проводница
- 2014 — «Прошлым летом в Чулимске» (Александр Вампилов) — Валентина

#### «Театр двух столиц» под руководствомЛьва Рахлина(Санкт-Петербург)
- «Покровские ворота» (по одноимённой пьесе Леонида Зорина; режиссёр — Лев Рахлин) — Алевтина

### Фильмография
1. 2004 — Сисси — мятежная императрица / Sissi, l'impératrice rebelle (Франция) — Элен
2. 2006 — Всё смешалось в доме — Дина Рудина, подруга Ксении
3. 2007 — «18-14» («Восемнадцать-четырнадцать») — Наталья Овошникова, актриса, возлюбленная молодого Пушкина[7]
4. 2006 — Улицы разбитых фонарей 8 (серия № 4 «Карта смерти») —  Лена Малышева, молодой художник
5. 2007 — Старшеклассники — Ольга Александровна Заманюк, учительница литературы
6. 2008 — Соло для пистолета с оркестром — Дарья
7. 2008 — Ментовские войны 4 (фильм № 1 «Золотая стрела») — Янина Готлибовна Валевская, напарник «Джексона»
8. 2009 — Опергруппа (фильм № 1 «Ордер на расправу») — Дина Зозулина, манекенщица
9. 2009 — Летучий отряд (фильм № 1 «Порт») — Юлия
10. 2010 — Жить сначала. История зечки — Евгения
11. 2010 — Брачный контракт (серия № 8 «Кукольный дом») — Мария
12. 2010 — Морские дьяволы 4 (серия № 4 «Ограбление на водах») — Жанна
13. 2011 — Retrum — Любовь
14. 2011 — Ещё не вечер — Наталья, девушка Олега Крылова
15. 2011 — Беглец — Мария, помощник следователя
16. 2011 — Возмездие — девушка Дениса («Дэна»)
17. 2011 — Маяковский. Два дня — Мария Александровна Денисова, одна из муз Владимира Маяковского
18. 2012 — Ночные ласточки — Галина Шевченко, военный лётчик («ночная ведьма»), подруга Евгении Звонарёвой [8][9]
19. 2013 — 2014 — Позывной «Стая» (фильм № 2 «Попутный ветер») — Ольга
20. 2014 — Мама-детектив (серия № 3) — Оксана, жена Олега Свиблова
21. 2014 — Хроника гнусных времён — Муся, домработница
22. 2015 — Господа-товарищи — Анна Александровна Вараксина, сестра следователя МУРа Николая Вараксина[10]
23. 2015 — Ленинград 46 (фильм № 7 «Последняя надежда» — серии № 25-28) — Губарева, жена начальника Волховской ГЭС Михаила Губарева
24. 2015 — Профиль убийцы 2 (фильм № 5 «Кукольник», фильм № 6 «Парикмахер») — Татьяна Свиридова
25. 2017 — Двойная сплошная 2 — Татьяна, владелица юридической фирмы
26. 2017 — Личность не установлена — Галина, жена оперативника Виталия Матюшина
27. 2017 — Осколки — Алина Юрасова, адвокат Марии и Сергея Прокофьевых, бывшая жена адвоката семьи Прокопьевых Эльдара Рахманова
28. 2017 — Фронт — Нина
29. 2018 — Реализация (фильм № 4 «Чёрная полоса») — Даша
30. 2018 — Светлана — Капитолина Георгиевна Васильева, третья жена Василия Сталина
31. 2019 — Вспоминая тебя — Ольга
32. 2019 — Северное сияние. Ведьмины куклы — Инга
33. 2019 — Подкидыш — Эмма, натурщица
34. 2019 — Тест на беременность 2 — Серафима Петрова
35. 2019 — Ирония любви — Алевтина Китаева (Цветкова)
36. 2020 — Шерлок в России — мадам Трегубова, хозяйка борделя
37. 2020 — Осторожно, дети! — мама
38. 2021 — Воскресенский — Ирина Краснова
39. 2021 — Павлин, или Треугольник в квадрате — Людмила Павликова
40. 2023 — Аутсайдер — Регина Ферапонтова

## Награды
- Благодарность Законодательного Собрания Санкт-Петербурга (2 ноября 2022 года) — за выдающиеся личные заслуги в развитии культуры и искусства в Санкт-Петербурге, многолетнюю плодотворную творческую деятельность, а также в связи с 80-летием со дня основания Санкт-Петербургского государственного бюджетного учреждения культуры «Академический драматический театр им. В. Ф. Комиссаржевской»[11].